# 孟各庄遗址
孟各庄遗址，位于中国河北省廊坊市孟各庄，为廊坊市三河县的一个省级文物保护单位，类型为古遗址，公布时间为1982年7月23日。
孟各庄遗址的历史年代为新石器时代。